# 惡搞週末
〈惡搞週末〉（英語："Last Friday Night (T.G.I.F.)"），是美国歌手凱蒂·佩芮的一首歌曲，收录于她的第三张录音室专辑《花漾年華》中，佩里称自己在晚上开狂野派对和裸奔后出现灵感而创作了本曲。歌曲于2011年6月6日由国会唱片作为专辑的第5支单曲发行，并在2011年8月8日发行了和蜜西·艾莉特合作的歌曲混音版，這一版本被收錄於《花漾年華：甜心全記錄》中。〈惡搞週末〉是一首舞蹈流行歌曲，其歌名中的“T.G.I.F.”是“Thank God It's Friday”（感謝上天週五到了）的首字母縮略。歌曲的歌詞談論了歡飲和放蕩，部分有傷風化的歌詞在電台版中被過濾。
歌曲在全球音樂榜單上獲得了成功，在斯洛文尼亞和捷克共和國奪冠，並在奧地利、愛爾蘭、意大利和波蘭進入了榜單前10。在美國，歌曲在《告示牌》百强单曲榜的奪冠標誌著佩里成為第一個在一張專輯中擁有五首冠軍單曲的女藝人。這也成為佩里在該榜單第6支冠軍單曲。歌曲是2011年電台播放次數第10多的歌曲，截至2020年其美国销量已超过380万。
歌曲的音樂錄影帶由馬克·卡拉斯菲導演，其劇情靈感源於《十六支蜡烛》等20世紀80年代的高中校園電影。在錄影帶中，佩里的另我凱西·貝絲·特里（Kathy Beth Terry）在一間房子裡開趴。特里試著成為派對的核心人物。許多知名音樂人和演員都客串了這部影片，包括瑞贝卡·布莱克、科里·费尔德曼、黛比·吉布森、肯尼·基、漢森、《欢乐合唱团》的凱文·麥克海爾和達倫·克里斯。錄影帶贏得了第38屆全美民選獎最受歡迎音樂錄影帶。

## 音樂錄影帶

### 背景與發行
在接受MTV的採訪中，導演馬克·卡拉斯菲表示，影片的劇情靈感來源於電影《十六支蜡烛》、尊·曉治的其它作品，以及“所有80年代很棒的高中電影。”影片最後播放的被剪輯鏡頭則與電影《炮彈飛車》相似。佩芮飾演的主角凱西·貝絲·特里的形象由《丑女贝蒂》的主角貝蒂·蘇雷茲（艾美莉卡·弗利拉飾）啟發而來。錄影帶於2011年5月3日至6日在約翰·施奈德的家中拍攝。佩芮曾發推稱：“我曾和一些人說了我的新MV拍攝的事情，然後他們回答說：‘哇！那會引爆網路的’......會不會是這樣呢？我拭目以待。” 
2011年6月4日，錄影帶的預告片在佩芮的官方YouTube頻道釋出。在錄影帶首播之前，佩芮在自己的Facebook和Twitter上發佈了兩張自己13歲的另我凱西·貝絲·特里的照片。這一形象最早出現在佩里2010年青少年票選獎的小品中。6月8日開始，錄影帶的許多小短片陸續在Facebook發佈，而YouTube和佩芮官方網站的版本則在同日稍後於笑死人不偿命首播。7月11日，在獲得了超過50萬喜歡的點擊之後，佩芮以凱西的角色接受了DigitalSpy的採訪。
錄影帶贏得了第38屆全美民選獎最受歡迎音樂錄影帶。截至2017年6月，已在YouTube獲得超過9.6億次觀看人次，進入了觀看次數最多的YouTube影片列表前80名。

### 劇情

〈惡搞週末〉音樂錄影帶中凱蒂·佩芮的另我凱西·貝絲·特里。

凱西·貝絲·特里，一個書呆子，戴有牙齿矫正器、頭飾和超大號眼鏡，從經歷一場派對后的一間房子中醒來，床上有一名男性。一名男賓客，亚伦·克里斯托弗森（《欢乐合唱团》影星達倫·克里斯飾）打開凱西的房門，祝賀凱西參加了一場“絕代好趴”。凱西非常詫異，上網查到了昨晚自己做的一些不雅動作的照片，其中一張照片中她舔著自己床上那名男性胃部。凱西回憶起昨晚的經歷，在做數獨時，她聽到隔壁房子裡音樂很大聲，於是出門去抗議。她被瑞贝卡·布莱克（致敬她的歌曲《Friday》）迎接，邀請她參加這場派對。另一名書呆子埃弗雷特·麦克唐纳（《欢乐合唱团》的凱文·麥克海爾飾）很遠就注意到了凱西，并對她一見鍾情。
然而，凱西卻更喜歡參加派對的足球運動員史蒂夫·约翰逊（又稱“The Jock”，模特里奇·努佐莱塞飾）。因為凱西的外貌，约翰逊拒絕了她。為鼓舞凱西，瑞贝卡好好裝扮了凱西一番，用鉗子剝去了凱西的頭飾，給她的上嘴唇打蠟，又換給她一件緊身裙，整理了她的髮型。史蒂夫開始迷戀起了凱西，大家開始跳舞。凱西和瑞贝卡玩起了電子遊戲《舞力全开2》。音樂人肯尼·基也在屋頂上吹奏起了薩克斯，而漢森樂團則扮演駐場樂團。接著，整場派對移到了凱西家裡舉辦，凱西在喝多了之後嘔吐了起來，史蒂夫偷偷摸起凱西的臀部。埃弗雷特見狀和史蒂夫決鬥起來（場景以中世紀背景呈現），最終史蒂夫被埃弗雷特用劍刺傷，暈倒過去。
在這一晚快結束時，凱西最終昏倒在史蒂夫身旁。接著鏡頭來到第二天早上，凱西看著昨晚派對的那些照片，頓時十分後悔，但看著自己床上暈倒的史蒂夫，又非常興奮。接著，凱西的父母蒂芙尼·特里（科里·费尔德曼飾）和柯克·特里（黛比·吉布森飾）回到家中，看到房間亂七八糟非常生氣。但回憶起他們瘋狂的童年經歷時原諒了凱西。在蒂芙尼與凱西的對話中，蒂芙尼影射了自己主演的電影《失落的男孩》。影片的結束則是幕後人員清單和一些被剪輯刪去的台詞和鏡頭，最後還能再次聽到凱西在上嘴唇上蠟時的尖叫聲。

## 曲目列表
- 宣傳CD單曲[10]

1. "Last Friday Night (T.G.I.F.) (Album Version)" – 3:52
2. "Last Friday Night (T.G.I.F.) (Instrumental)" – 3:48

- 宣傳CD單曲 – 混音 – （第2版）[10]

1. "Last Friday Night (T.G.I.F.) (Sidney Samson Dub)" – 6:04
2. "Last Friday Night (T.G.I.F.) (Sidney Samson Club Mix)" – 6:19
3. "Last Friday Night (T.G.I.F.) (Sidney Samson Extended Edit)" – 4:12

- 數位下載 – 混音單曲[11]

1. "Last Friday Night (T.G.I.F.)" (featuring Missy Elliott) – 3:58

## 榜单
| 榜单（2011年）                                     | 最高 排位 |
| -------------------------------------------------- | --------- |
| 澳大利亚（澳大利亚唱片业协会單曲榜）               | 5         |
| 奥地利（Ö3四十强单曲榜）                           | 7         |
| 比利时佛兰德（Ultratop五十强单曲榜）               | 22        |
| 比利时瓦隆（Ultratop五十强单曲榜）                 | 25        |
| 加拿大（Canadian Hot 100）                         | 1         |
| 独联体（Tophit独联体电台榜）                       | 37        |
| 捷克（電台百強單曲榜）                             | 1         |
| 丹麥（Hitlisten单曲榜）                            | 34        |
| 歐洲（《告示牌》Euro Digital Song Sales）          | 7         |
| 芬蘭（芬兰官方下载榜）                             | 25        |
| 法国（法國唱片出版業公會單曲榜）                   | 22        |
| 法国（法国唱片出版业公会电台榜）                   | 5         |
| 德国（德國官方單曲榜）                             | 15        |
| 匈牙利（四十强电台榜）                             | 5         |
| 冰岛（Plötutíðindi单曲榜）                         | 7         |
| 愛爾蘭（愛爾蘭唱片音樂協會单曲榜）                 | 2         |
| 以色列（媒体森林）                                 | 15        |
| 意大利（意大利音乐产业联盟单曲榜）                 | 9         |
| 日本（Japan Hot 100）                              | 48        |
| 黎巴嫩（OLT20）                                    | 3         |
| 卢森堡（《告示牌》Luxembourg Digital Songs）       | 9         |
| 墨西哥（《告示牌》Mexican Airplay）                | 2         |
| 荷兰（荷蘭四十強單曲榜）                           | 7         |
| 荷兰（百强单曲榜）                                 | 24        |
| 新西兰（新西兰唱片音乐协会单曲榜）                 | 4         |
| 波蘭（波蘭百大電台榜）                             | 5         |
| 罗马尼亚（罗马尼亚百大单曲榜）                     | 56        |
| 俄罗斯（TopHit俄罗斯电台榜）                       | 39        |
| 蘇格蘭（官方榜单公司單曲榜）                       | 7         |
| 斯洛伐克（電台百強單曲榜）                         | 1         |
| 韩国（Gaon国际榜）                                 | 7         |
| 西班牙（西班牙音樂製作協會）                       | 38        |
| 瑞典（瑞典最熱榜）                                 | 33        |
| 瑞士（瑞士热门音乐榜）                             | 20        |
| 土耳其（二十大冠军榜）                             | 19        |
| 乌克兰（TopHit乌克兰电台榜）                       | 11        |
| 英國（官方榜单公司單曲榜）                         | 9         |
| 美国（《告示牌》百大單曲榜）                       | 1         |
| 美國（《告示牌》成人當代單曲榜）                   | 17        |
| 美國（《告示牌》Adult Pop Airplay）                | 1         |
| 美国（《告示牌》Bubbling Under R&B/Hip-Hop Songs） | 10        |
| 美國（《告示牌》Dance Club Songs）                 | 1         |
| 美國（《告示牌》Dance/Mix Show Airplay）           | 4         |
| 美國（《告示牌》Pop Airplay）                      | 1         |
| 美國（《告示牌》Rhythmic Songs）                   | 7         |
| 委内瑞拉（唱片报告） Pop/Rock                      | 1         |

| 榜单（2011年）               | 最高 排位 |
| ---------------------------- | --------- |
| 俄罗斯（Tophit俄罗斯电台榜） | 49        |
| 乌克兰（TopHit乌克兰电台榜） | 16        |

| 榜单                                     | 排位 |
| ---------------------------------------- | ---- |
| 澳大利亚（澳大利亚唱片业协会单曲榜）     | 31   |
| 比利时（Ultratop佛兰德五十强单曲榜）     | 86   |
| 巴西（克勞利廣播分析）                   | 13   |
| 加拿大（Canadian Hot 100）               | 12   |
| 德国（德国官方榜单）                     | 88   |
| 匈牙利（四十强电台榜）                   | 45   |
| 荷兰（荷兰四十强音乐榜）                 | 34   |
| 荷兰（荷兰百强单曲榜）                   | 87   |
| 新西兰（新西兰唱片音乐协会单曲榜）       | 24   |
| 乌克兰（TopHit乌克兰电台榜）             | 70   |
| 英国（官方榜单公司单曲榜）               | 45   |
| 美国（Billboard Hot 100）                | 14   |
| 美国（《公告牌》Mainstream Top 40）      | 4    |
| 美国（《公告牌》Adult Top 40）           | 11   |
| 美国（《公告牌》Dance Club Songs）       | 6    |
| 美国（《公告牌》Dance/Mix Show Airplay） | 48   |
| 美国（《公告牌》Rhythmic）               | 30   |

| 榜单（2012年）         | 排位 |
| ---------------------- | ---- |
| 巴西（克勞利廣播分析） | 17   |

## 销售认证
| 地區                                                       | 认证    | 认证单位/销量 |
| ---------------------------------------------------------- | ------- | ------------- |
| 澳大利亚（澳大利亚唱片业协会）                             | 8× 白金 | 560,000‡      |
| 奥地利（國際唱片業協會奧地利分會）                         | 白金    | 30,000*       |
| 巴西（巴西唱片業協會）                                     | 3× 白金 | 180,000‡      |
| 加拿大（加拿大音乐协会）                                   | 4× 白金 | 320,000*      |
| 丹麦（國際唱片業協會丹麥分會）                             | 白金    | 90,000‡       |
| 德国（聯邦音樂產業協會）                                   | 金      | 150,000‡      |
| 意大利（意大利音乐产业联盟）                               | 白金    | 30,000*       |
| 墨西哥（墨西哥音像製品協會）                               | 金      | 30,000*       |
| 新西兰（新西兰唱片音乐协会）                               | 白金    | 15,000*       |
| 挪威（國際唱片業協會挪威分会）                             | 4× 白金 | 240,000‡      |
| 西班牙（西班牙音樂製作協會）                               | 白金    | 60,000‡       |
| 瑞士（國際唱片業協會瑞士分会）                             | 金      | 15,000^       |
| 英国（英国唱片业协会）                                     | 2× 白金 | 1,200,000‡    |
| 美国（美國唱片業協會）                                     | 6× 白金 | 3,800,000     |
| *僅含認證的實際銷量 ^僅含認證的出貨量 ‡僅含認證的+實際銷量 |         |               |

## 发行历史
| 地区   | 日期          | 形式                                           | 版本                  | 厂牌 | 来源   |
| ------ | ------------- | ---------------------------------------------- | --------------------- | ---- | ------ |
| 美国   | 2011年6月6日  | 當代流行電台 当代节奏电台 （ 英语 ： rhythmic contemporary）        | 原版                  | 国会 | [ 92 ] |
| 意大利 | 2011年6月17日 | 电台播放                                       | 原版                  | EMI  | [ 93 ] |
| 美国   | 2011年6月27日 | 成人当代电台 热门成人当代电台 现代成人当代电台 | 原版                  | 国会 | [ 94 ] |
| 多国   | 2011年8月8日  | 数字下载                                       | 蜜西·艾莉特客串混音版 | 国会 | [ 11 ] |
| 美国   | 2011年8月8日  | 当代流行电台                                   | 蜜西·艾莉特客串混音版 | 国会 | [ 95 ] |